# 2-й Елагин мост
2-й Ела́гин мост — пешеходный металлический разводной мост через Среднюю Невку в Санкт-Петербурге, соединяет между собой Елагин и Крестовский острова.
Первый наплавной мост в этом месте появился в 1821 году. В 1852 году перестроен в деревянный балочно-подкосный разводной мост, который неоднократно ремонтировался. Существующий мост построен 1948—1950 годах, в 2017—2018 годах выполнен капитальный ремонт моста. Объект культурного наследия России федерального значения.

## Расположение
Мост расположен на продолжении Рюхиной улицы и является главным входом в Центральный парк культуры и отдыха имени С. М. Кирова (ЦПКиО). Ближайшая станция метро — «Крестовский остров». Выше по течению находится 1-й Елагин мост.

## Название
Наименование моста дано по названию Елагина острова, который в свою очередь был назван по имени владельца — государственного деятеля И. П. Елагина. Название известно с 1828 года, первое время чаще именовался просто Елагинским, а также Ново-Крестовским, Крестовским и Елагино-Крестовским.

## История
Первый наплавной мост появился здесь в 1821 году, он стал вторым деревянным мостом, ведущим на Елагин остров и девятым в городе наплавным мостом. В 1826 году мост был передан из ведомства Кабинета Его Величества в городское управление. На плане Шуберта 1828 года здесь показан плашкоутный мост. В 1852 году построен деревянный мост балочно-подкосной системы с разводным пролётом посередине. Мост был 16-пролётным, общая длина составляла 151,5 м. Одним из серьёзных недостатков моста была качка — один раз толпа, скопившаяся на мосту, не могла устоять на ногах; люди стали падать и произошла довольно значительная паника. Ездить по мосту разрешалось только шагом.
Мост был перестроен в 1862 году с изменением конструкции по проекту инженера Антона Штукенберга. Новый мост имел 13 пролётов по 8,5 м. В 1881 году произведён капитальный ремонт моста с сохранением прежней конструкции. Для удобства судоходства было изменено положение промежуточных опор, число пролётов уменьшено с 13 до 11. 19 июля 1882 года мост сгорел во время большого пожара на Крестовском острове. В 1883 году мост был перестроен заново с использованием сохранившихся в воде свай. В 1912 году произведён капитальный ремонт моста, работы производил инженер П. А. Лихачёв. Разводной пролёт был двукрылый, раскрывающейся системы. Состоял из 4-х деревянных рам. Разводка моста производилась с помощью ручных лебёдок. Опоры были свайные, проезжая часть и перила — деревянные.

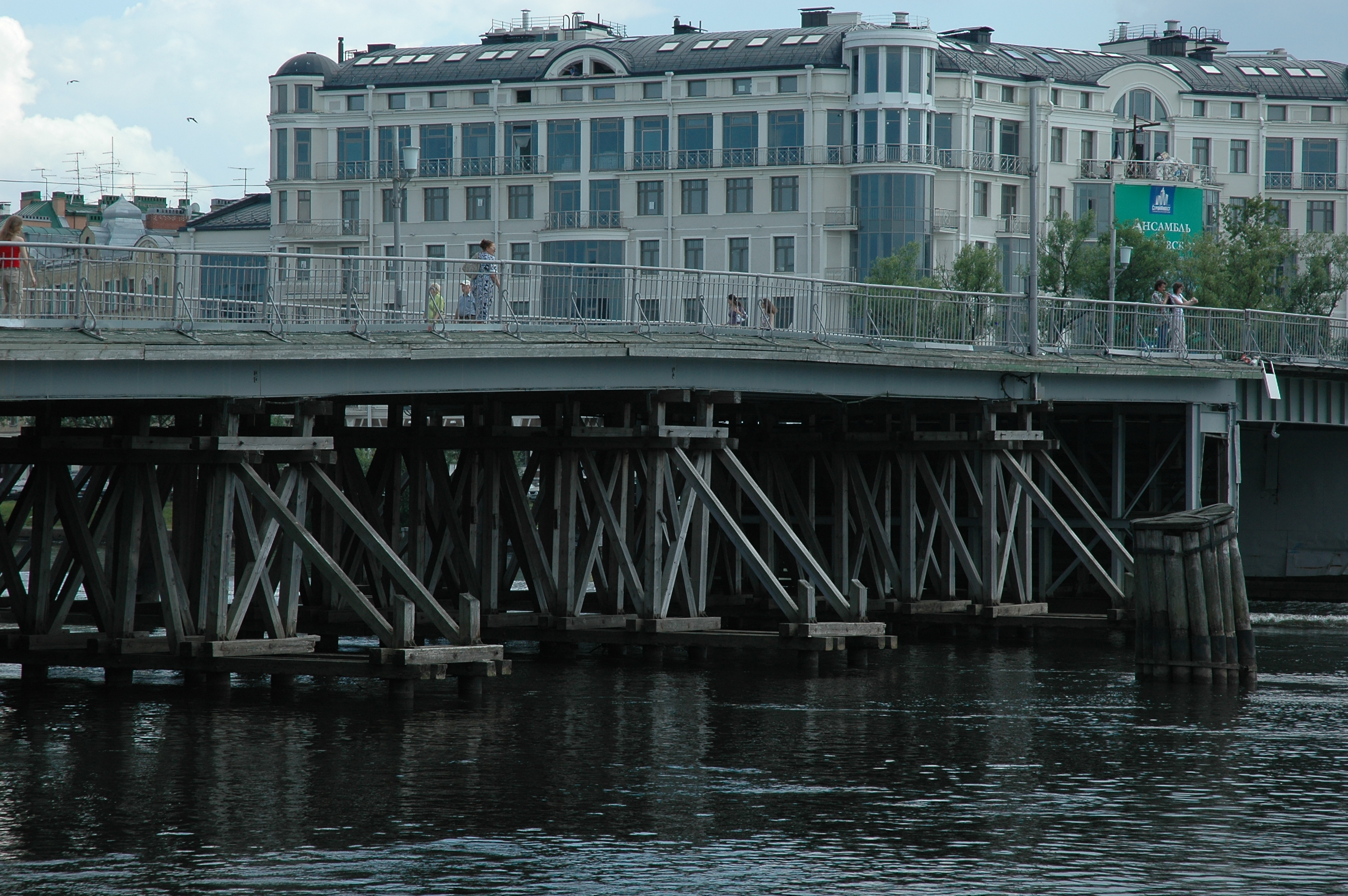
2-й Елагин мост до реконструкции, 2007 год

В 1948—1950 годах мост был реконструирован по проекту инженера В. В. Блажевича. Деревянные пролётные строения были заменены металлическими сварными балочно-разрезной системы, опоры разводного пролёта сооружены из металлических рам. Вместо двукрылого разводного пролёта соорудили однокрылый раскрывающейся системы. Покрытие на проезжей части и тротуарах на постоянных пролётных строениях состояло из асфальтобетона по деревоплите, на разводном пролёте — дощатое. На мосту установили металлические перила простого рисунка — так же, как на 1-м и 3-м Елагиных мостах. Строительство моста осуществляло СУ-2 треста «Ленмостострой» под руководством главного инженера В. А. Аланова.
В 1978—1979 годах по проекту инженеров проектной группы Ленмосттреста З. В. Васильевой и Г. П. Лашенковой выполнен ремонт моста: произведён ремонт устоев и промежуточных опор, заменено покрытие проезжей части. В 1990 году после очередного ремонта мост стал пешеходным, деревянные устои заменены на железобетонные, восстановлена обшивка опор разводного пролёта, на пролётных строениях уложен дощатый настил. Реконструкция проходила по проекту инженера проектного отдела Ленмосттреста З. В. Васильевой.
21 ноября 2017 года мост был закрыт на капитальный ремонт. В ходе ремонта конструкции старого моста были полностью демонтированы, также была поднята затонувшая баржа, лежавшая на дне между опорами № 3 и № 4. Построены новые железобетонные фундаменты опор, заменены все опоры и пролётное строение моста. При этом существующая конструктивная схема и архитектурный облик моста сохранены. Подрядчиком выступал ЗАО «Стройинвест». 1 июня 2018 года реконструированный мост был открыт.

## Конструкция

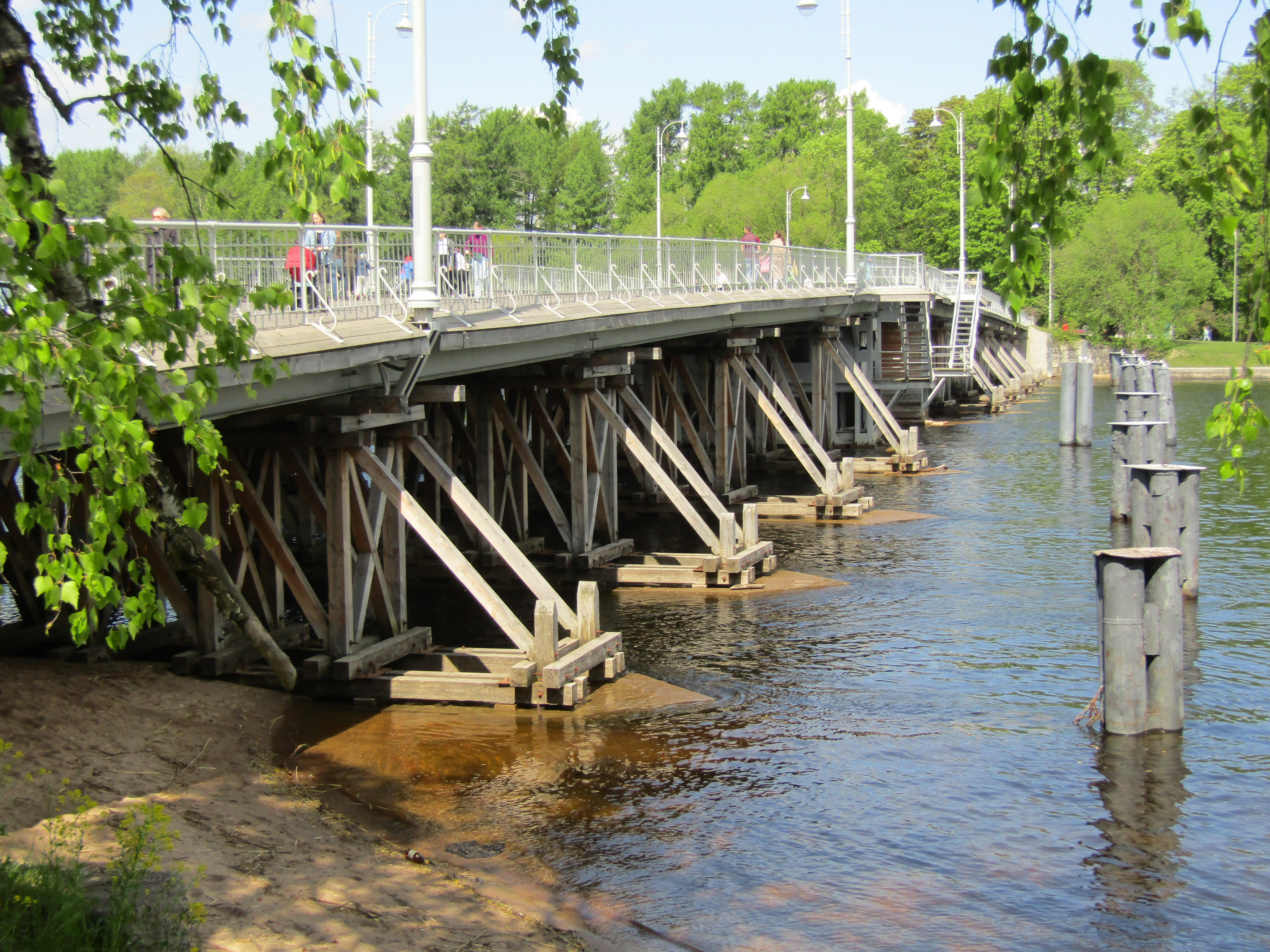
На мосту 2018 года деревянной выполнена лишь надводная часть опор, она опирается на железобетонный ростверк на уровне уреза воды

Мост разводной, общее количество пролётов — 11. Схема моста: 15,02 + 10,44 + 11,87 + 12,76 + 10,57 + 16,00 + 9,66 + 12,69 + 11,59 + 12,5 + 16,12 м. Четвёртый и восьмой пролёты моста судоходные, шестой пролёт — разводной.
Стационарные пролётные строения металлические сварные балочные, состоят из двутавровых балок. В поперечном сечении каждое пролётное строение состоит из 9 главных балок, расстояние между главными балками 1,7 м. Пролётное строение разводного пролёта металлическое, сварное однокрылое, раскрывающейся системы с неподвижной осью вращения и жестко прикреплённым противовесом. В поперечном сечении крыло состоит из 4-х главных балок. В закрытом состоянии разводное пролётное строение опирается на ось вращения и поперечную балку второй опоры разводного пролёта и работает как простая разрезная балка. Размер разводного пролёта в свету — 13,5 м. Разводка производится с помощью электрического привода. Мост разводят не по графику, а по предварительным заявкам для пропуска маломерных судов.
Устои моста представляют собой три ряда свай, четвёртая — забирочная, связанные в продольном направлении продольными нижними схватками и крестами, в поперечном направлении нижними поперечными схватками и подкосами. Промежуточные опоры стационарных пролётов моста башенного типа, двухрядные, на свайном основании. Обстройка опор выше ординара выполнена из бруса. Опоры разводного пролёта металлические рамные на свайном основании. Свайное основание всех опор — забивные призматические железобетонные сваи сечением 0,35х0,35 м. По верху сваи объединены монолитными железобетонными ростверками. Все опоры защищены от навала судов и льда свайными кустами, устроенными с верховой и низовой сторон моста.
Мост предназначен для движения пешеходов. Покрытие прохожей части — дощатый настил. Перильное ограждение металлическое сварное простого рисунка, однотипное с ограждениями 1-го Елагина моста. Длина моста составляет 141,8 м, ширина между перилами — 15,9 м.